# Lakhatil
Lakhatil (Lakatil) ist ein osttimoresischer Ort im Suco Odomau (Verwaltungsamt Maliana, Gemeinde Bobonaro). Er liegt im Nordwesten der Aldeia Anahun, auf einer Meereshöhe von 852 m, am nördlichen Ende des Höhenzugs des Lolo Tumisiris. Am Dorf führt die Überlandstraße von Maliana nach Bobonaro vorbei. Südöstlich befindet sich das Nachbardorf Odomau Foho, nach Nordwesten führt die Straße zum Ort Hali-Mesak. Etwas außerhalb von Lakhatil liegt an der Straße der Friedhof des Dorfes.